# 浅井和子
浅井 和子（あさい かずこ、1941年7月20日 - ）は、日本の弁護士、外交官。民間人初の駐ガーナ兼シエラレオネ兼リベリア特命全権大使や、アフリカ協会顧問、土佐高校理事等を務めた。

## 経歴・人物
東京都に生まれ、高知県で育つ。旧姓中谷。中谷貞頼元衆議院議員は父。中谷元元防衛大臣は甥。土佐高等学校を経て、1964年国際基督教大学卒業した翌年に結婚、3人の子供と授かり、家庭と両立しつつ、並行して弁護士の資格を取り、1972年第一東京弁護士会弁護士登録。2000年ブラッドフォード大学平和研究大学院修了、修士。司法研修所の同期からの要請で、2002年から民間人としては初となる駐ガーナ兼シエラレオネ兼リベリア特命全権大使を務めた。2008年（第3回）DAY賞受賞。アフリカ協会顧問等も務めた。

## 著書
- 『民間大使ガーナへ行く』文芸社 2007年